# Biebrzamoerassen
De Biebrzamoerassen is een moerasgebied in Polen.
Het moerasgebied ligt in het Biebrza Nationaal Park in de woiwodschap Podlachië.  Het gebied is 1000 km² groot. 
De Biebrzamoerassen bestaan uit verschillende habitats zoals meren, draslanden, hoogvenen en bossen. Sommige van de hoogvenen verkeren nog in oorspronkelijke staat. 
De klassieke successie van laagveen naar hoogveen, met overgangen naar veenbroekbos, is langs een aantal van de rivieren nog goed te zien. 
De habitats hebben een fauna. Enkele dieren die in dit moerasgebied kunnen worden aangetroffen zijn steltlopers, meeuwen, sterns, de gewone en de zwarte ooievaar, elanden, muskusratten en bevers.